# George Bellows
George Wesley Bellows (12 de agosto ou 19 de agosto, 1882 – 8 de janeiro de 1925) foi um  pintor realista americano, conhecido por suas representações vívidas da vida urbana na cidade de Nova York, tornando-se, de acordo com o Columbus Museum of Art, "o mais aclamado artista norte-americano da sua geração".

## Juventude
George Wesley Bellows nasceu e foi criado em Columbus, Ohio. Ele foi o único filho de George Bellows e Anna Wilhelmina Smith Bellows (ele tinha uma meia-irmã, Laura, 18 anos mais velha do que ele). Ele nasceu quatro anos depois que os seus pais casaram-se, com  cinqüenta (George) e quarenta anos  (Anna).⁣ A sua mãe era filha de um capitão baleeiro com base em Sag Harbor, Long Island, e sua família voltou lá para as suas férias de verão. Ele começou a desenhar bem antes do jardim de infância, e os seus professores do ensino fundamental, muitas vezes, pediam-lhe para decorar o quadro negro  da sua sala de aula nos feriados de Ação de Graças e Natal.
Aos 10 anos de idade, George decidiu se tornar um atleta, e treinou para se tornar um popular jogador de beisebol e  basquete. Ele tornou-se bom o suficiente em ambos os esportes para jogar semiprofissionalmente anos depois. Durante o seu último ano, um olheiro de beisebol de uma equipe de Indifez-lhes lhe fez uma proposta. Ele recusou, optando para matricular-se na Universidade Estadual de O–io (1901–1904). Lá, ele jogou nas equipes de beisebol e basquete , e fez ilustrações para o Makio, anuário dos estudantes da escola. Ele foi incentivado a se tornar um jogador de beisebol profissional, e trabalhou como ilustrador comercial, enquanto aluno e continuou a aceitar trabalhos encomendados de revistas ao longo de sua vida. Apesar dessas oportunidades no atletismo e na arte comercial, Bellows desejava sucesso como pintor. Ele deixou o estado de Ohio, em 1904, pouco antes de sua graduação e mudou-se para Nova Iorque para estudar arte.
Bellows tornou-se aluno de Robert Henri, antes que o depois famoso artista tivesse a sua célebre escola; na época, estava lecionando na New York School of Art. Enquanto estudava lá, Bellows tornou-se associado aos  "Oito" de Henri e à Ashcan School, um grupo de artistas que defendiam a pintura da sociedade americana contemporânea em todas as suas formas. Em 1906, Bellows e seu colega estudante de arte Edward Keefe montaram um estúdio em 1947 Broadway Street.

## Nova York

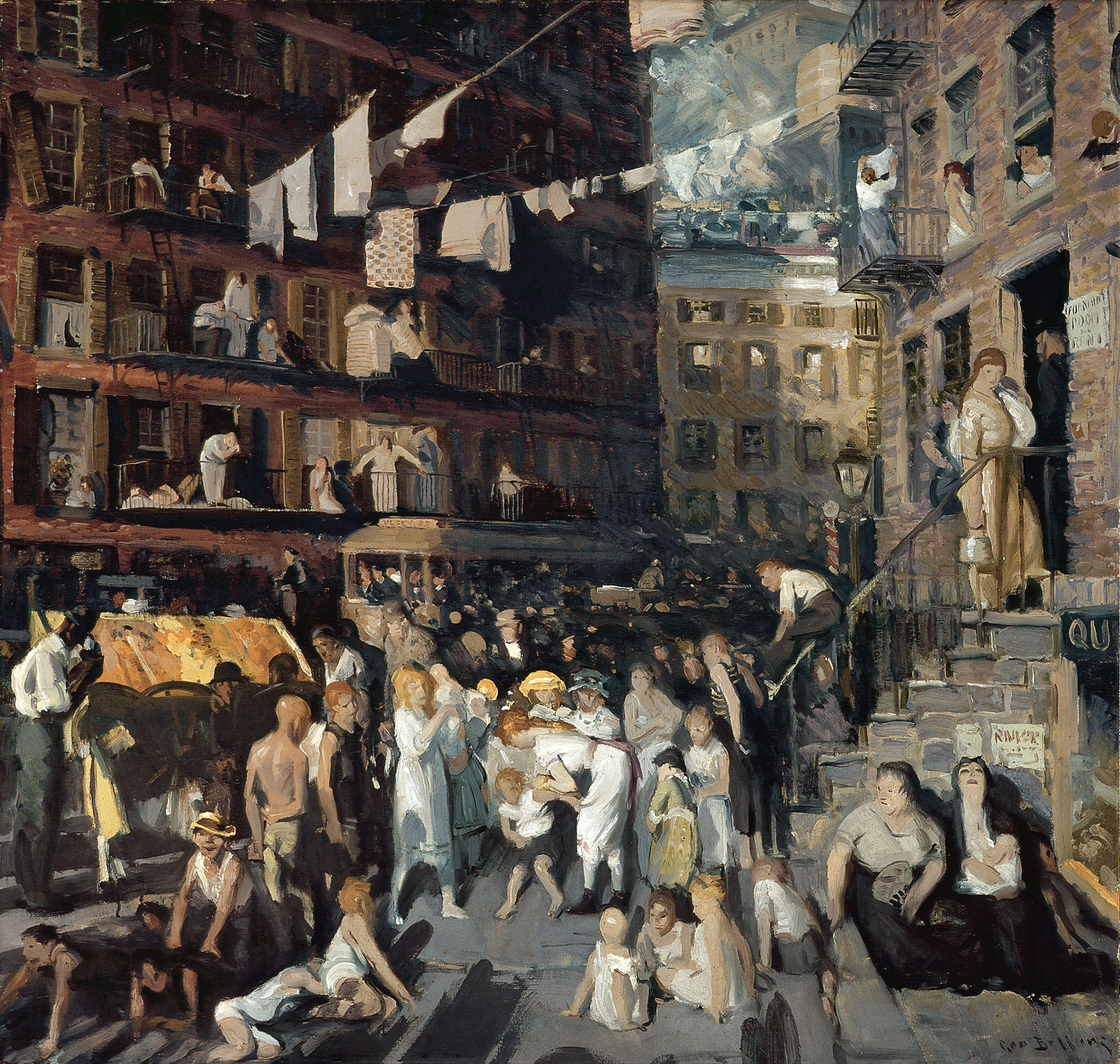
Cliff Dwellers, (1913), Los Angeles County Museum of Art

Bellows foi amplamente divulgado pela primeira vez em 1908, quando ele e outros alunos de Henri organizaram uma exposição de estudos principalmente urbanos. Enquanto muitos críticos consideravam que estes eram pintados grosseiramente, outros os consideravam bem audaciosos, um passo além do trabalho de seu professor. Bellows lecionou na Art Students League de Nova York em 1909, embora ele estivesse mais interessado em seguir carreira como pintor. Sua fama cresceu à medida que ele contribuiu para outras mostras reconhecidas nacionalmente.
As cenas urbanas de Bellows em Nova York descreviam a crueza e o caos das pessoas e bairros da classe trabalhadora e satirizavam as classes altas. De 1907 a 1915, ele executou uma série de pinturas representando a cidade de Nova York sob a neve. Nestas pinturas o pintor desenvolveu seu forte senso de luz e texturas visuais, apresentando um contraste entre o azul e branco de grandes extensões de neve e o áspero e sujo das superfícies das estruturas da cidade, e a criação de uma imagem estética irônica de homens igualmente ásperos e sujos que lutam para afastar os incômodos da neve pura. No entanto, sua série de pinturas retratando partidas de boxe amador foram provavelmente a contribuição mais marcante de Bellows para a história da arte. Elas são caracterizados por atmosferas obscuras, através do qual as pinceladas vívidas e irregulares de figuras humanas marcam um forte senso de movimento e direção.

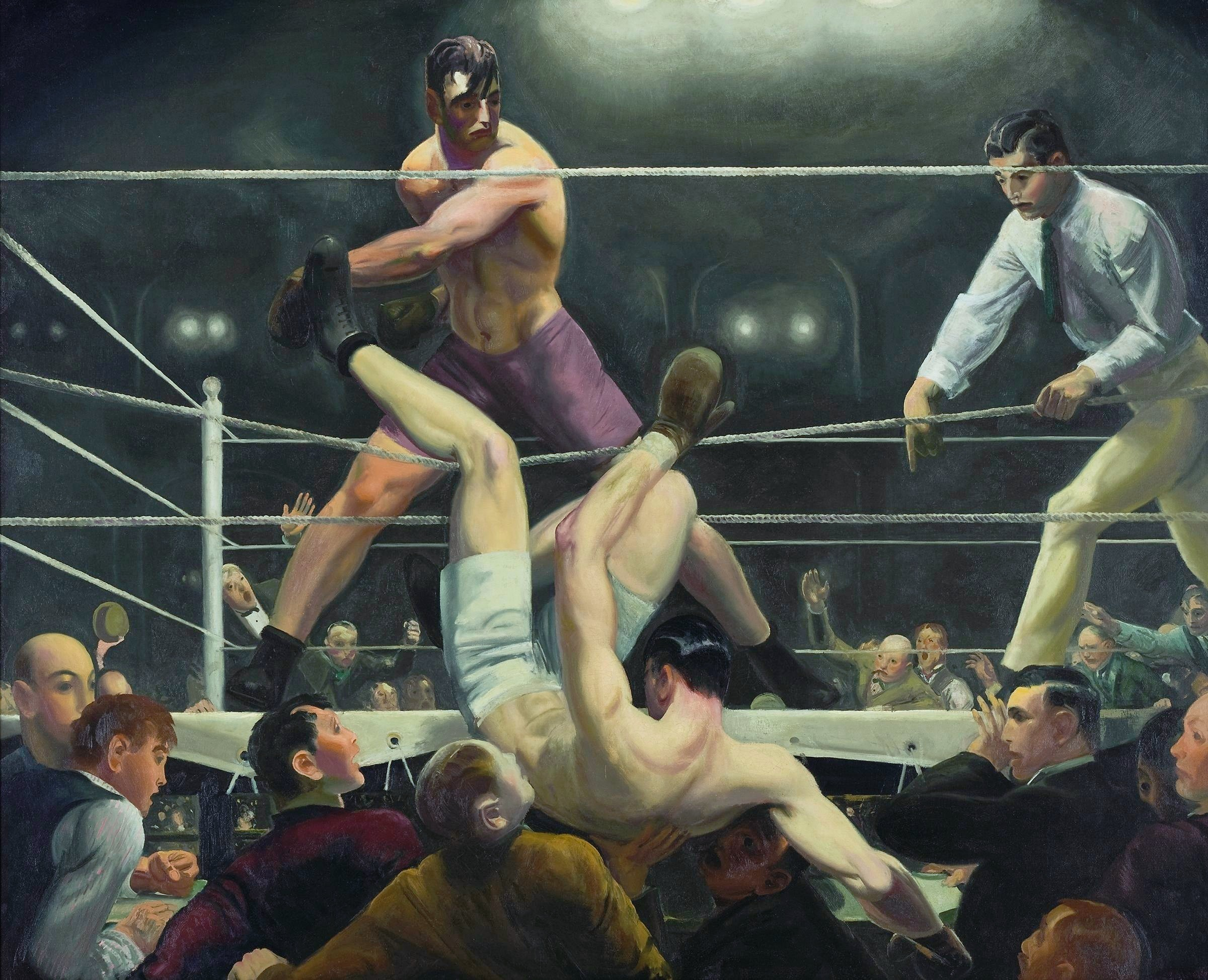
Dempsey e Firpo (1924), exposta no Whitney Museum.

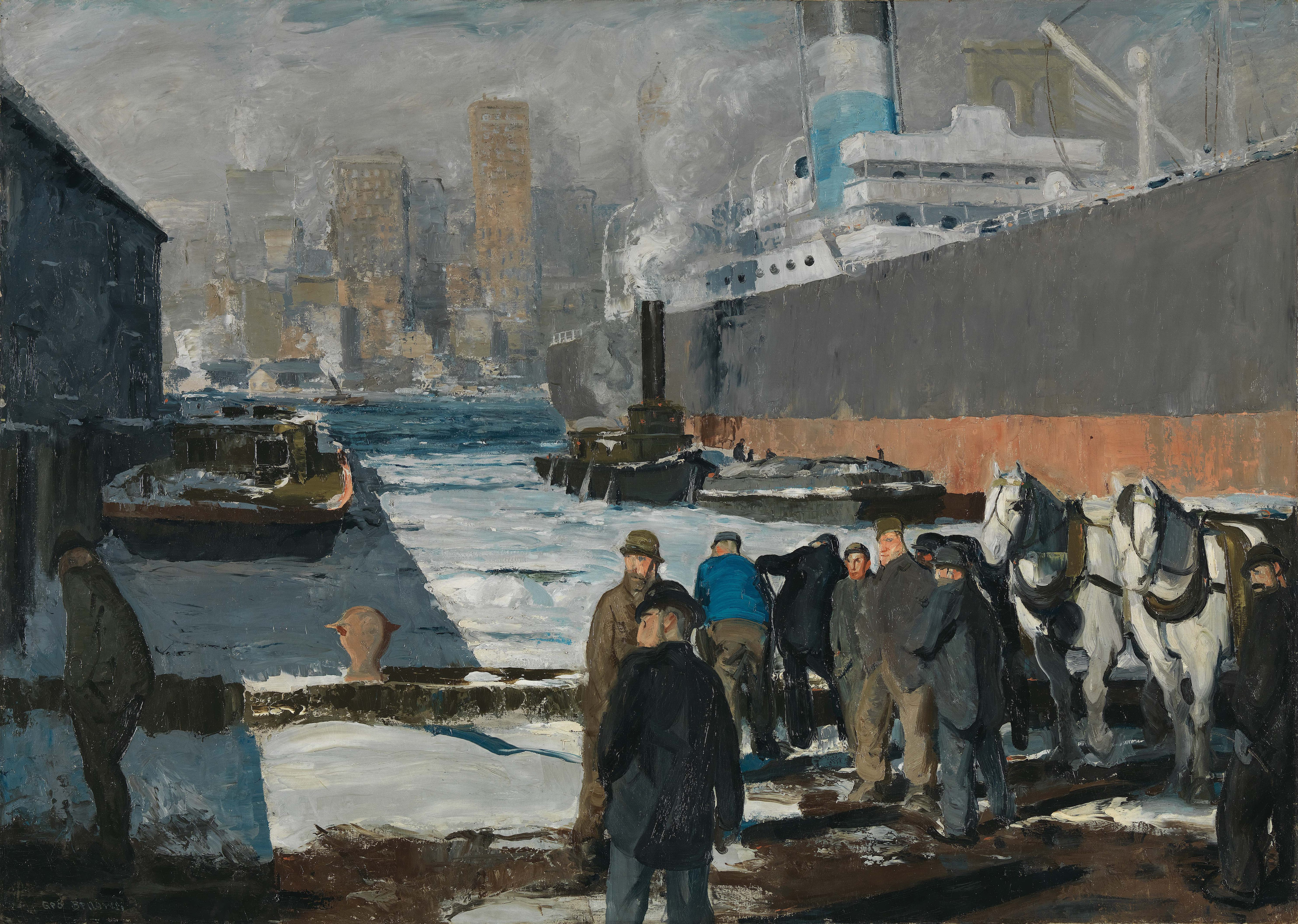
Men of the Docks -1912, exposta na National Gallery (Londres)